# Пермская операция (1919)
Пермская операция 1919 года — наступательная операция 2-й и 3-й армий Восточного фронта РККА против сил Сибирской армии, проходившая в июне 1919 года. Составная часть контрнаступления Восточного фронта.
Наступление Красной Армии началось 20 июня после окончания успешной для неё Сарапуло-Воткинской операции.
- 2-я армия (командарм В.И. Шорин) начала наступление на Кунгур и далее - на Пермь с юга[1];
- 3-я армия (командарм С.А. Меженинов) начала наступление на Пермь с запада и северо-запада[1];

21 июня 1919 года части 2-й армии при поддержке Волжской флотилии форсировали Каму около Осы и развернули наступление на Кунгур.
29 июня 21-я стрелковая дивизия РККА подошла к Кунгуру, что создало для белых угрозу удара в тыл в районе Перми. На следующий день 29-я стрелковая дивизия 3-й армии форсировала Каму около Перми.
1 июля 1919 года части 2-й армии взяли Кунгур.
1 июля 1919 года 29-я стрелковая дивизия совместно с 30-й стрелковой дивизией 3-й армии, наступавшей с юга, заняли Пермь.
Победа в Пермской операции позволила Красной армии развернуть дальнейшее наступление на Урал (Екатеринбургская операция и др.).